# Brunarica in vrt grofice Edle
Brunarica in vrt grofice Edla (portugalsko Chalet e Jardim da Condessa d'Edla), znana tudi kot Casa do Regalo, sta v občini Sintra v okrožju Lizbone na Portugalskem. Je na zahodni strani parka, ki obdaja palačo Pena, in so del kulturne krajine Sintra, ki jo je UNESCO od leta 1995 uvrstil na seznam svetovne dediščine. So tudi del naravnega parka Sintra-Cascais.

## Zgodovina
Brunarica je bila zgrajena med letoma 1864 in 1869 za kralja Fernanda II. (1816–1885), kralja in sopotnika kraljice Marije II. do njene smrti leta 1853, in njegovo bodočo drugo ženo Elise, grofico Edla (1836–1929), ki je bila v Švici rojena, ameriško naturalizirana operna pevka. Razmerje med Fernandom in Elise velja za eno največjih ljubezenskih zgodb portugalske zgodovine. Ta je povzročilo precejšen škandal, ker sta se hotela poročiti, čeprav je bila meščanka, ki je poleg tega imela mlado hčerko z neznanim očetom. Par se je končno uspel poročiti leta 1869, ko je Ferdinand prepričal svojega bratranca, Ernesta II., vojvodo Saxe-Coburg in Gotha, da ustvari naslov za Elise, ki ji je omogočil, da postane grofica Edla.
Par je načrtoval, da bo brunarica v slogu tipične švicarske brunarice, ki je bila takrat zelo v modi po vsej Evropi. Stavbo so gradili sproti, brez načrtov, s pomočjo lokalnega gradbenika, znanega kot Gregório. To pomanjkanje načrtov je pozneje povzročilo težave restavratorjem na začetku 20. stoletja.
Brunarica je bila obdana z vrtom z odraslimi drevesi, jezeri in cvetočimi grmi. Zdaj je del parka, ki obkroža palačo Pena. Med 200 botaničnimi vrstami so kamelije, rododendroni, azaleje in velika zbirka praproti iz Avstralije in Nove Zelandije. Drevesa so bila uvedena iz Severne Amerike s pomočjo Johna Sladea, ameriškega gozdarja, ki je bil Elisin svak.
Ferdinand je v oporoki grofici zapustil palačo Pena, park in vrtove. Vendar je portugalska država od nje kupila nepremičnino, saj je menila, da je preveč pomembna, da bi bila v rokah tujke in druge žene pokojnega kralja. Z delom izkupička je grofica še naprej štipendirala pianista in skladatelja Joséja Vianna da Motta ter Rafaela Bordala Pinheira, umetnika in karikaturista. Podpirala je tudi podružnico Santa Casa da Misericórdia v Sintri, dobrodelno organizacijo, ki je bila prvič ustanovljena leta 1545. Grofica je obiskovala brunarico štiri mesece na leto do leta 1910. Umrla je leta 1929 v Lizboni.

## Obnova
Po nakupu s strani vlade je brunarica postopoma propadala. Po požaru leta 1999, ki jo je delno uničil, je od leta 2007 potekala obnova, ki so jo podprli EEA in Norway Grants, da bi se stavba vrnila v prvotno stanje. Stavba in vrt sta bila ponovno odprta za javnost leta 2011. Leta 2012 je projekt obnove prejel portugalsko nagrado za turizem in nagrado Grémio Literário. Leta 2013 je prejel tudi nagrado Evropske unije za kulturno dediščino v kategoriji »Ohranjanje«. Brunarica je zdaj videti tako, kot je bila v času, ko je bila zgrajena. To je opečna konstrukcija, prekrita z ometom in pobarvana tako, da spominja na lesene deske. Okna, balkoni, ograje so okrašeni s pluto. Notranjost se je restavratorska ekipa zelo potrudila, z zelo malo informacijami, da bi ugotovila uporabo različnih prostorov in rekonstruirala okrasne elemente, naslikane na stenah.